# Pavare triunghiulară de ordinul 8
În geometrie pavarea triunghiulară de ordinul 8 este o pavare hiperbolică regulată a planului hiperbolic cu simbolul Schläfli {3,8}, având opt triunghiuri regulate în jurul fiecărui vârf.

## Colorare uniformă
La simetria înjumătățită [1+,8,3] = [(4,3,3)] triunghiurile pot fi colorate alternând două culori.

## Simetrie

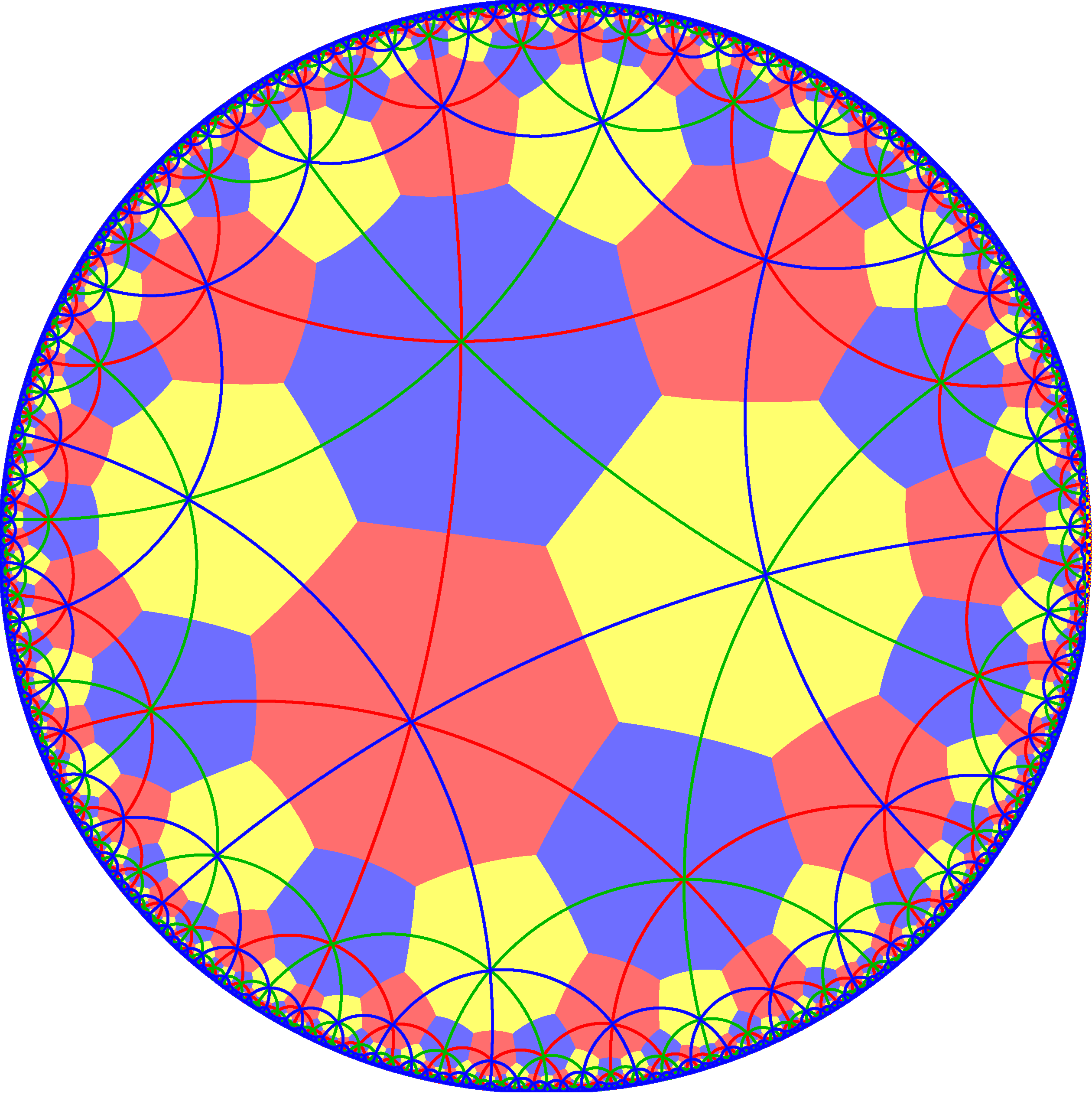
Pavare octogonală cu liniile de oglindire *444,

Simetria [(4,4,4)] are 15 subgrupuri indexate mici (7 unice) prin eliminarea operatorilor de oglindire și alternare. Oglindirile pot fi eliminate dacă ordinele ramurilor lor sunt toate pare și se reduc ordinele ramurilor la jumătate. Eliminarea a două oglinzi lasă un punct de rotație cu ordinul la jumătate unde oglinzile eliminate se întâlnesc. În aceste imagini domeniile fundamentale sunt colorate alternativ alb-negru, iar oglindirile se fac la frontierele dintre culori. Adăugarea a 3 oglinzi care divid în două fiecare domeniu fundamental creează o simetrie 832. Subgrupul indexat-8, [(1+,4,1+,4,1+,4)] (222222) este subgrupul comutator⁠(d) al [(4,4,4)].
Un subgrup mai mare [(4,4,4*)], indice 8, este construit la fel cum (2*2222) cu punctele de rotație eliminate, devine (*22222222).
Simetria poate fi dublată la simetrie 842 adăugând un plan de oglindire de divizare peste domeniile fundamentale. Simetria poate fi extinsă la 6, ca simetrie 832, cu 3 plane de oglindire de divizare pe domeniu.

| Indice              | 1            | 2                | 2                | 2                | 4                    | 4                    |
| ------------------- | ------------ | ---------------- | ---------------- | ---------------- | -------------------- | -------------------- |
| Diagramă            |              |                  |                  |                  |                      |                      |
| Coxeter             | [(4,4,4)] ·  | [(1+,4,4,4)] · = | [(4,1+,4,4)] · = | [(4,4,1+,4)] · = | [(1+,4,1+,4,4)] ·    | [(4+,4+,4)] ·        |
| Orbifold            | *444         | *4242            | *4242            | *4242            | 2*222                | 222×                 |
| Diagramă            |              |                  |                  |                  |                      |                      |
| Coxeter             |              | [(4,4+,4)] ·     | [(4,4,4+)] ·     | [(4+,4,4)] ·     | [(4,1+,4,1+,4)] ·    | [(1+,4,4,1+,4)] · =  |
| Orbifold            |              | 4*22             | 4*22             | 4*22             | 2*222                | 2*222                |
| Subgrupuri directe  |              |                  |                  |                  |                      |                      |
| Indice              | 2            | 4                | 4                | 4                | 8                    | 8                    |
| Diagramă            |              |                  |                  |                  |                      |                      |
| Coxeter             | [(4,4,4)]+ · | [(4,4+,4)]+ · =  | [(4,4,4+)]+ · =  | [(4+,4,4)]+ · =  | [(4,1+,4,1+,4)]+ · = | [(4,1+,4,1+,4)]+ · = |
| Orbifold            | 444          | 4242             | 4242             | 4242             | 222222               | 222222               |
| Subgrupuri rădăcină |              |                  |                  |                  |                      |                      |
| Indice              | 8            | 8                | 8                | 16               | 16                   | 16                   |
| Diagramă            |              |                  |                  |                  |                      |                      |
| Coxeter             | [(4,4*,4)]   | [(4,4,4*)]       | [(4*,4,4)]       | [(4,4*,4)]+      | [(4,4,4*)]+          | [(4*,4,4)]+          |
| Orbifold            | *22222222    | *22222222        | *22222222        | 22222222         | 22222222             | 22222222             |

## Poliedre și pavări înrudite
| Variante de pavări regulate cu simetrie: *n32 | Variante de pavări regulate cu simetrie: *n32 | Variante de pavări regulate cu simetrie: *n32 | Variante de pavări regulate cu simetrie: *n32 | Variante de pavări regulate cu simetrie: *n32 | Variante de pavări regulate cu simetrie: *n32 | Variante de pavări regulate cu simetrie: *n32 | Variante de pavări regulate cu simetrie: *n32 | Variante de pavări regulate cu simetrie: *n32 | Variante de pavări regulate cu simetrie: *n32 | Variante de pavări regulate cu simetrie: *n32 | Variante de pavări regulate cu simetrie: *n32 |
| Sferice                                       | Sferice                                       | Sferice                                       | Sferice                                       | Euclid.                                       | Hiperb. compacte                              | Hiperb. compacte                              | Paraco.                                       | Hiperbolice necompacte                        | Hiperbolice necompacte                        | Hiperbolice necompacte                        | Hiperbolice necompacte                        |
| --------------------------------------------- | --------------------------------------------- | --------------------------------------------- | --------------------------------------------- | --------------------------------------------- | --------------------------------------------- | --------------------------------------------- | --------------------------------------------- | --------------------------------------------- | --------------------------------------------- | --------------------------------------------- | --------------------------------------------- |
|                                               |                                               |                                               |                                               |                                               |                                               |                                               |                                               |                                               |                                               |                                               |                                               |
| 3.3                                           | 3                                             | 34                                            | 35                                            | 36                                            | 37                                            | 38                                            | 3∞                                            | 312i                                          | 39i                                           | 36i                                           | 33i                                           |

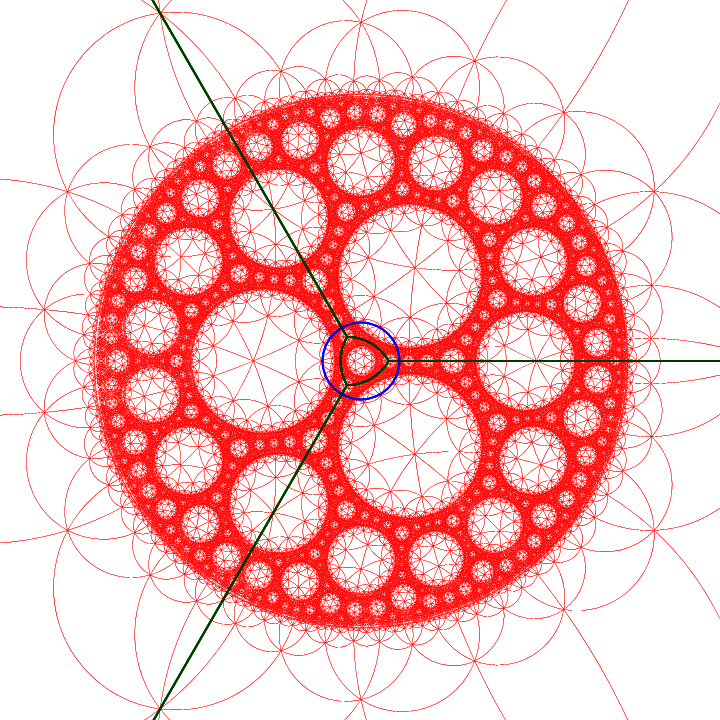
Fagurele {3,3,8} are figura vârfului {3,8}

Dintr-o construcție Wythoff se obțin zece pavări uniforme ale planului hiperbolic, care pot fi bazate pe pavarea octogonală regulată și pavarea triunghiulară de ordinul 8.
Desenând dalele colorate în roșu pe fețele originale, galben la vârfurile originale și albastru de-a lungul laturilor, există 10 forme.
|                |          |          |        |     |          |         |       |         |        |       |
|                |          | ·        | ·      | ·   |          |         |       | · sau   | · sau  | ·     |
|                |          |          |        |     |          |         |       |         |        |       |
| Duale uniforme |          |          |        |     |          |         |       |         |        |       |
| V83            | V3.16.16 | V3.8.3.8 | V6.6.8 | V38 | V3.4.8.4 | V4.6.16 | V34.8 | V(3.4)3 | V8.6.6 | V35.4 |
|                |          |          |        |     |          |         |       |         |        |       |
|                |          |          |        |     |          |         |       |         |        |       |

| · {2,8} · | · {3,8} · | · {4,8} · | · {5,8} · | · {6,8} · | · {7,8} · | · {8,8} · | ... | · {∞,8} · |

Poate fi generată și din pavările hiperbolice (4 3 3):
| Pavări uniforme în planul hiperbolic (4 3 3) | Pavări uniforme în planul hiperbolic (4 3 3) | Pavări uniforme în planul hiperbolic (4 3 3) | Pavări uniforme în planul hiperbolic (4 3 3) | Pavări uniforme în planul hiperbolic (4 3 3) | Pavări uniforme în planul hiperbolic (4 3 3) | Pavări uniforme în planul hiperbolic (4 3 3) | Pavări uniforme în planul hiperbolic (4 3 3) | Pavări uniforme în planul hiperbolic (4 3 3) | Pavări uniforme în planul hiperbolic (4 3 3) | Pavări uniforme în planul hiperbolic (4 3 3) | Pavări uniforme în planul hiperbolic (4 3 3) |
| Simetrie: [(4,3,3)], (*433)                  | Simetrie: [(4,3,3)], (*433)                  | Simetrie: [(4,3,3)], (*433)                  | Simetrie: [(4,3,3)], (*433)                  | Simetrie: [(4,3,3)], (*433)                  | Simetrie: [(4,3,3)], (*433)                  | Simetrie: [(4,3,3)], (*433)                  | [(4,3,3)]+, (433)                            |                                              |                                              |                                              |                                              |
| -------------------------------------------- | -------------------------------------------- | -------------------------------------------- | -------------------------------------------- | -------------------------------------------- | -------------------------------------------- | -------------------------------------------- | -------------------------------------------- | -------------------------------------------- | -------------------------------------------- | -------------------------------------------- | -------------------------------------------- |
|                                              |                                              |                                              |                                              |                                              |                                              |                                              |                                              |                                              |                                              |                                              |                                              |
| h{8,3} t0(4,3,3)                             | r{3,8}1/2 t0,1(4,3,3)                        | h{8,3} t1(4,3,3)                             | h2{8,3} t1,2(4,3,3)                          | {3,8}1/2 t2(4,3,3)                           | h2{8,3} t0,2(4,3,3)                          | t{3,8}1/2 t0,1,2(4,3,3)                      | s{3,8}1/2 s(4,3,3)                           |                                              |                                              |                                              |                                              |
| Duale uniforme                               |                                              |                                              |                                              |                                              |                                              |                                              |                                              |                                              |                                              |                                              |                                              |
|                                              |                                              |                                              |                                              |                                              |                                              |                                              |                                              |                                              |                                              |                                              |                                              |
| V(3.4)3                                      | V3.8.3.8                                     | V(3.4)3                                      | V3.6.4.6                                     | V(3.3)4                                      | V3.6.4.6                                     | V6.6.8                                       | V3.3.3.3.3.4                                 |                                              |                                              |                                              |                                              |

|                  |                     |                    |                     |                  |                       |                         |                    |                    |                      |
| t0(4,4,4) h{8,4} | t0,1(4,4,4) h2{8,4} | t1(4,4,4) {4,8}1/2 | t1,2(4,4,4) h2{8,4} | t2(4,4,4) h{8,4} | t0,2(4,4,4) r{4,8}1/2 | t0,1,2(4,4,4) t{4,8}1/2 | s(4,4,4) s{4,8}1/2 | h(4,4,4) h{4,8}1/2 | hr(4,4,4) hr{4,8}1/2 |
| Duale uniforme   |                     |                    |                     |                  |                       |                         |                    |                    |                      |
|                  |                     |                    |                     |                  |                       |                         |                    |                    |                      |
| V(4.4)4          | V4.8.4.8            | V(4.4)4            | V4.8.4.8            | V(4.4)4          | V4.8.4.8              | V8.8.8                  | V3.4.3.4.3.4       | V88                | V(4,4)3              |